# Península de Shiretoko
La península de Shiretoko (知床半島 Shiretoko-hantō?) está localizada en la parte más oriental de la isla japonesa de Hokkaidō, sobresaliendo en el mar de Ojotsk. Está separada de la isla de Kunashir de Rusia por el estrecho de Nemuro. El nombre Shiretoko se deriva de la palabra ainu sir etok, que significa «el fin de la Tierra» o «el lugar donde sobresale la Tierra». Los pueblos de Rausu y Shari se encuentran en la península.
La península de Shiretoko fue registrada como Patrimonio de la Humanidad por la UNESCO en 2005, en reconocimiento de que la península es el punto más meridional donde generalmente se forma el hielo marino en el hemisferio norte.

## Geografía
Desde el cabo Shiretoko, en la punta de la península, una serie de volcanes descienden por la península, incluidos el monte Shiretoko, el monte Unabetsu y el monte Iō. Es parte de la zona volcánica de Chishima. El pico más alto es el monte Rausu. La península tiene 70 kilómetros de largo y 25 kilómetros de ancho en su base. Su superficie cubre unas 123 000 hectáreas (1230,0 km²)
La península está delimitada en el lado noroeste por el mar de Ojotsk y al lado sureste por el océano Pacífico. Al este, la isla Kunashir corre paralela a la península, que puede ser vista a simple vista de la península. Kunashiri ha sido ocupada por Rusia desde el 1 de septiembre de 1945 y es reclamada por Japón.
La fría corriente de Oyashio fluye hacia el sur a lo largo de la península.

## Clima
La corriente de Oyashio tiene un profundo impacto en el clima de la península. Shiretoko tiene veranos cortos e inviernos largos. La corriente causa niebla en la costa sureste y hielo marino en el invierno. La nieve cubre los picos de septiembre a junio, excepto los picos más altos, que retienen la nieve durante todo el verano.

## Flora y fauna
La península de Shiretoko es el hogar de muchas especies tanto de coníferas como árboles de hoja ancha, incluyendo el bellota de cojinete Quercus mongolica (mizunara). Los pinos enanos siberianos crecen a más de 1,000 metros. Los zorros rojos y los ciervos sika también habitan el área. Hay una gran cantidad de osos pardos del Usuri. Los tramos superiores del monte Rausu, el monte Onnebetsu y el monte Shari son las únicas áreas de reproducción conocidas de las currucas árticas en Hokkaidō. Las águilas marinas prosperan aquí, y las focas se puede ver a menudo en la costa.
```
La 
observación de ballenas
 es una atracción popular para los turistas. Se han registrado trece o catorce especies de 
cetáceos
 en el área. Especialmente para las 
orcas
, o ballenas asesinas, las aguas que rodean la península se consideran una de las áreas de hábitat más importantes en el noroeste del Pacífico. Hubo un notable 
encallamiento
 masivo de doce animales en febrero de 2005. Nueve animales murieron.
[
5
]
[
6
]
```

## Esfuerzos de conservación
Para proteger a los animales salvajes y el medio ambiente natural de la península de Shiretoko, en 1964 una gran parte de la península fue designada parque nacional de Shiretoko. Desde entonces, el parque ha estado sujeto a una estricta regulación como reserva natural, y está prohibido ingresar.